# Epomophorus grandis
Epomophorus grandis är en däggdjursart som först beskrevs av Sanborn 1950.  Epomophorus grandis ingår i släktet Epomophorus och familjen flyghundar. IUCN kategoriserar arten globalt som otillräckligt studerad. Inga underarter finns listade.
Denna flyghund är bara känd från några mindre områden i västra Kongo-Brazzaville och vid gränsen mellan Angola och Kongo-Kinshasa. Habitatet utgörs troligen av savanner med träd och av fuktiga skogar.
Arten är ungefär 100 mm lång (huvud och bål) och svansen är bara en liten stubbe på 4 till 8 mm. Underarmarna blir 63 till 66 mm långa och öronen är med en längd av 16 till 18 mm ganska korta. Epomophorus grandis har rödbrun päls på ryggen och ljusbrun päls på undersidan. Framför och bakom öronen finns en vit fläck. Artens flygmembran har en brun färg. På gommen förekommer 6 breda höjdryggar som ligger parallell med framtänderna. Förutom den första (närmast framtänderna) har alla en klaff i mitten. Den femte ligger i höjd med de sista molarerna och den sjätte ligger bakom tänderna. Hos andra flyghundar av samma släkte har dessa höjdryggar en annan form.
Antagligen föds en unge per kull före regntiden.